# Zbrojovka Z 9
Zbrojovka Z 9 – samochód osobowy klasy niższej średniej produkowany przez czechosłowackie przedsiębiorstwo Zbrojovka Brno w latach 1930–1932. Napędzany był silnikiem o pojemności 1 l. Wyprodukowano 850 sztuk.

## Historia i opis modelu
Samochód Z 9 został zaprezentowany przez przedsiębiorstwo zbrojeniowe i przemysłu maszynowego Zbrojovka Brno na salonie samochodowym w Pradze w październiku 1929 roku. Był on następcą pierwszego udanego modelu samochodu tej firmy: Z 18, stanowiąc rozwinięcie jego konstrukcji. Z 9 produkowany był od wiosny 1930 roku do 1932 roku.
Konstrukcja była ulepszona w porównaniu do modelu Z 18, ale pozostała klasyczna, z silnikiem umieszczonym z przodu, napędzającym tylne koła, oraz sztywnymi osiami zawieszonymi na podłużnych półeliptycznych resorach piórowych, z amortyzatorami hydraulicznymi. Rozstaw osi pozostał ten sam 2650 mm, natomiast rozstaw kół zwiększono o 60 mm do 1180 mm. Silnik był dwusuwowy, dwucylindrowy, chłodzony cieczą, nominalnie również o pojemności 1 litra, lecz pojemność skokowa została nieco pomniejszona, z 1004 cm³ do 993 cm³. Między innymi dzięki zastosowaniu rozrządu suwakowego z obrotowym suwakiem rozwijał jednak większą moc od poprzednika: 22 KM (16 kW) zamiast 18 KM. Napęd przenoszony był przez trzybiegową skrzynię biegów; w stosunku do poprzednika ulepszono tylny most z przekładnią stożkową Gleasona i mechanizmem różnicowym. Samochód miał mechaniczne hamulce bębnowe na wszystkich kołach. Opony miały rozmiar 4,75-18. Silnik wyposażony był w rozrusznik elektryczny, a instalacja elektryczna miała napięcie 12 V (poprzedni model: 6 V). Prędkość maksymalna wynosiła 80 km/h w wersji sedan, a średnie zużycie paliwa: 10-11 l/100 km. 
Podstawowymi odmianami nadwoziowymi były: czterodrzwiowe otwarte torpedo i dwudrzwiowy sedan (tudor). Nadwozia były czteromiejscowe, wykonane z blachy na szkielecie drewnianym. Na zamówienie dostępny był dwumiejscowy roadster karosowany przez zakład Petera w Vrchlabí. Później oferowany był także czterodrzwiowy sedan z nadwoziem samochodu Praga Piccolo, z wyjątkiem maski i wystającego bagażnika z tyłu, dla którego 500 zestawów oblachowania dostarczyła w ramach współpracy firma ČKD (producent Pragi). Karosowały je także inne firmy nadwoziowe, jak m.in. Sodomka z Vysokégo Mýta, Fischer z Brna i Brožík z Pilzna. Przez to spotykano także nietypowe warianty nadwoziowe, jak luksusowy czterodrzwiowy lub dwudrzwiowy kabriolet (firmy Sodomka), albo pick-up (z osobną skrzynią).

## Produkcja i eksploatacja
Cena bazowa samochodu wynosiła 42 000 koron (równowartość ok. 11 tys. zł), przez co był on dość drogi i nie odniósł sukcesu rynkowego, nawet pomimo późniejszych obniżek cen. Do zakończenia produkcji latem 1932 roku powstało 850 egzemplarzy.

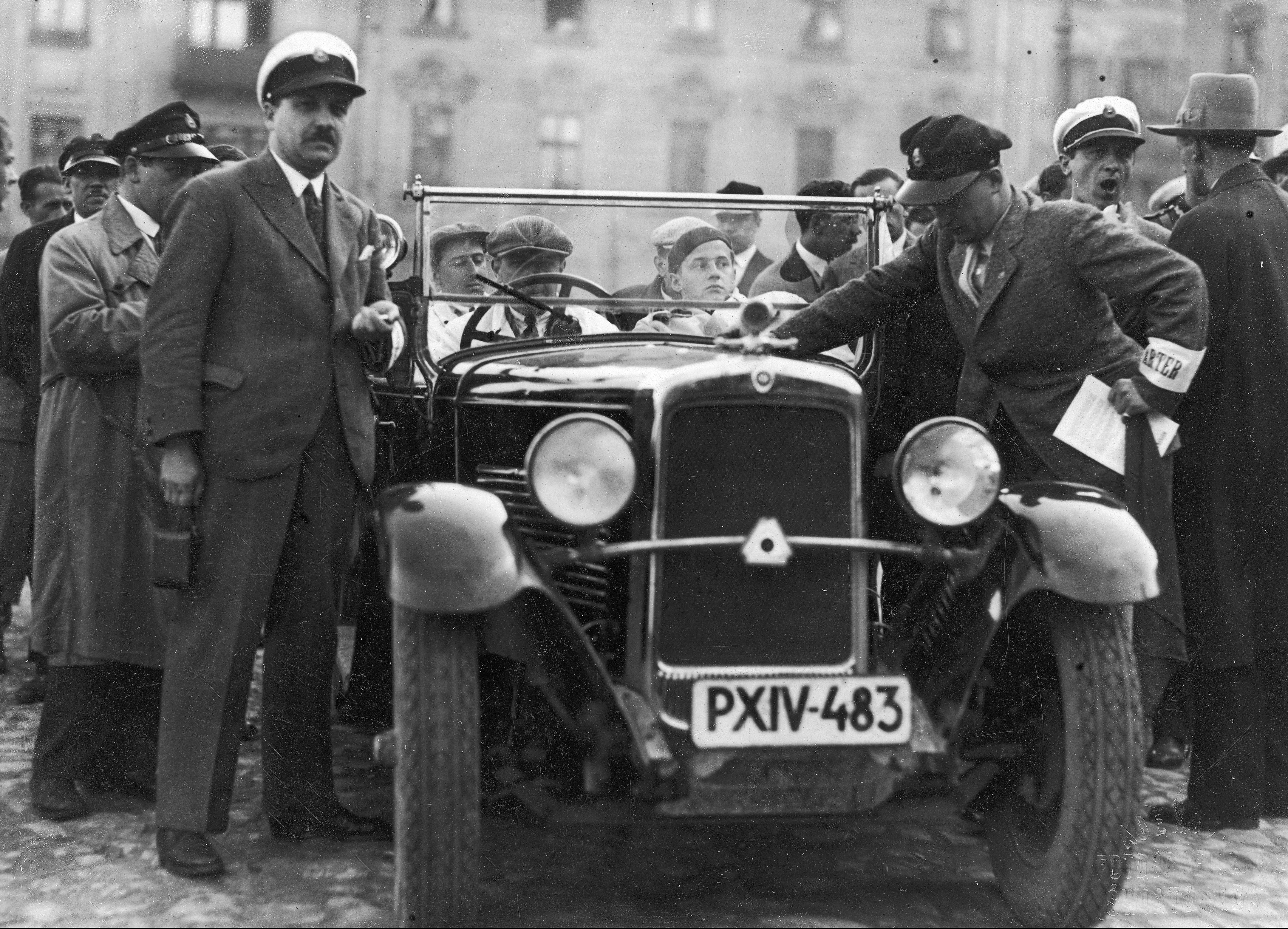
Kierowca Oldřich Kroupa w Z 9 torpedo podczas rajdu pętlicowego Automobilklubu Krakowskiego, 25 maja 1931

Samochody Z 9 brały też udział w imprezach sportowych. Latem 1930 roku zapowiedziany był długodystansowy rajd Automobilklubu Niemiec  na trasie długości 10 tysięcy km po Europie, który został ostatecznie odwołany, mimo to kierowcy fabryczni Antonín Kahle i Rudolf Müttermüller przejechali na Z 9 planowaną trasę rajdu. Antonín Kahle i Karel Divíšek wzięli następnie udział na Z 9 w takim rajdzie zorganizowanym rok później, na przełomie maja i czerwca 1931 roku. Ukończyli oni zawody na trasie o długości 10 255 km  ze startem i metą w Berlinie bez punktów karnych, zdobywając I nagrodę w kategorii do 2000 cm³ (wespół z 30 innymi samochodami). Oldřich Kroupa wziął udział na Z 9 tudor w Rajdzie Monte Carlo w styczniu 1931 roku, startując z Rygi, lecz wycofał się we Francji po zabłądzeniu we mgle pod Lyonem. 23 maja tego roku kierowca ten na Z 9 zdobył I miejsce w zjeździe gwiaździstym do Krakowa (przejeżdżając 1068 km)